# Автодорога M37 (Туркменистан)
M37 — магистральная автомобильная дорога международного значения, проходящая в Центральной Азии по территории Туркменистана. Является участком Европейского маршрута E60 и Азиатского маршрута AH5. Данная автомагистраль соединяет большинство крупных городов Туркменистана от Туркменбашы на Каспийском море на западном побережье до Туркменабада на берегу Амударьи. На территории Узбекистана, до города Самарканд проходит часть автомагистрали M37 под названием «Зарафшанский тракт».
Шоссе начинается от города Туркменбашы на востоке, проходя через Балканабад, Гумдаг, Берекет, Сердар, Бахерден, Гёкдепе, Ашхабад, Аннау, Кака, Душак, Теджен, Байрамали. После этого пересекает Каракумский канал, направляясь на север в пустыню Каракумы в Репетекском заповеднике, и проходит через город Туркменабад. Из Туркменабада автомагистраль направляется через реку Амударья в Узбекистан.
Автодорога M37 наряду с автобаном Ашхабад—Туркменабат является одним из немногих хорошо развитых автомагистралей в Туркменистане, имеющих огромное значение для дорожного движения. M37 также является важным связующим звеном для торговли и соединяет многие из наиболее важных экономических и торговых центров региона с портовым городом Туркменбашы, экономическим центром Ашхабада, Туркменабадом с его портом на Амударье и торговым центром Самарканда. Автомагистраль также имеет большое значение для туристического развития региона, так как многие из важнейших достопримечательностей Туркменистана и Узбекистана расположены вдоль M37.